# Oscar Leeuw
François Joseph Oscar Leeuw (Roermond, 28 juli 1866 - Nijmegen, 16 februari 1944) was een Nederlands architect.

## Levensloop
Leeuw was een zoon van beeldhouwer Henri Leeuw sr. Zijn broer Henri Leeuw jr. was schilder en beeldhouwer. Hij bezocht van 1879 tot 1883 de Rijks hogereburgerschool te Roermond. Hierna vervolgde hij zijn opleiding aan de Teekenschool te Roermond. Hij behaalde zijn acte van Middelbaar Tekenen in 1888. Rond 1885 was hij enkele jaren werkzaam bij gemeente-architect ir. Jan Jacob Weve.
Van 1891 tot 1900 werkte Leeuw als tekenleraar aan de Nijmeegse Gemeentelijke HBS, waarna hij volledig als architect actief werd. Hij ontwierp verschillende villa's en herenhuizen in Nijmegen waarbij Henri jr. de decoraties verzorgde. Aan de Graafseweg 58-60 bouwde hij voor zichzelf en zijn vrouw een modern huis, waarin ook zijn vader, broer en zus woonden en waar zijn architectenbureau was gevestigd. In 1925 verhuisde Leeuw samen met zijn vrouw en een ongehuwde zuster naar Villa Osanshoeve aan de Sophiaweg in Nijmegen. De villa werd in de Tweede Wereldoorlog door de Duitse bezetter in beslag genomen, waarna Leeuw met zijn zus onderdak vond aan de Surinameweg 2 in Nijmegen. Oscar Leeuw ligt begraven op de Begraafplaats Daalseweg.

## Werk

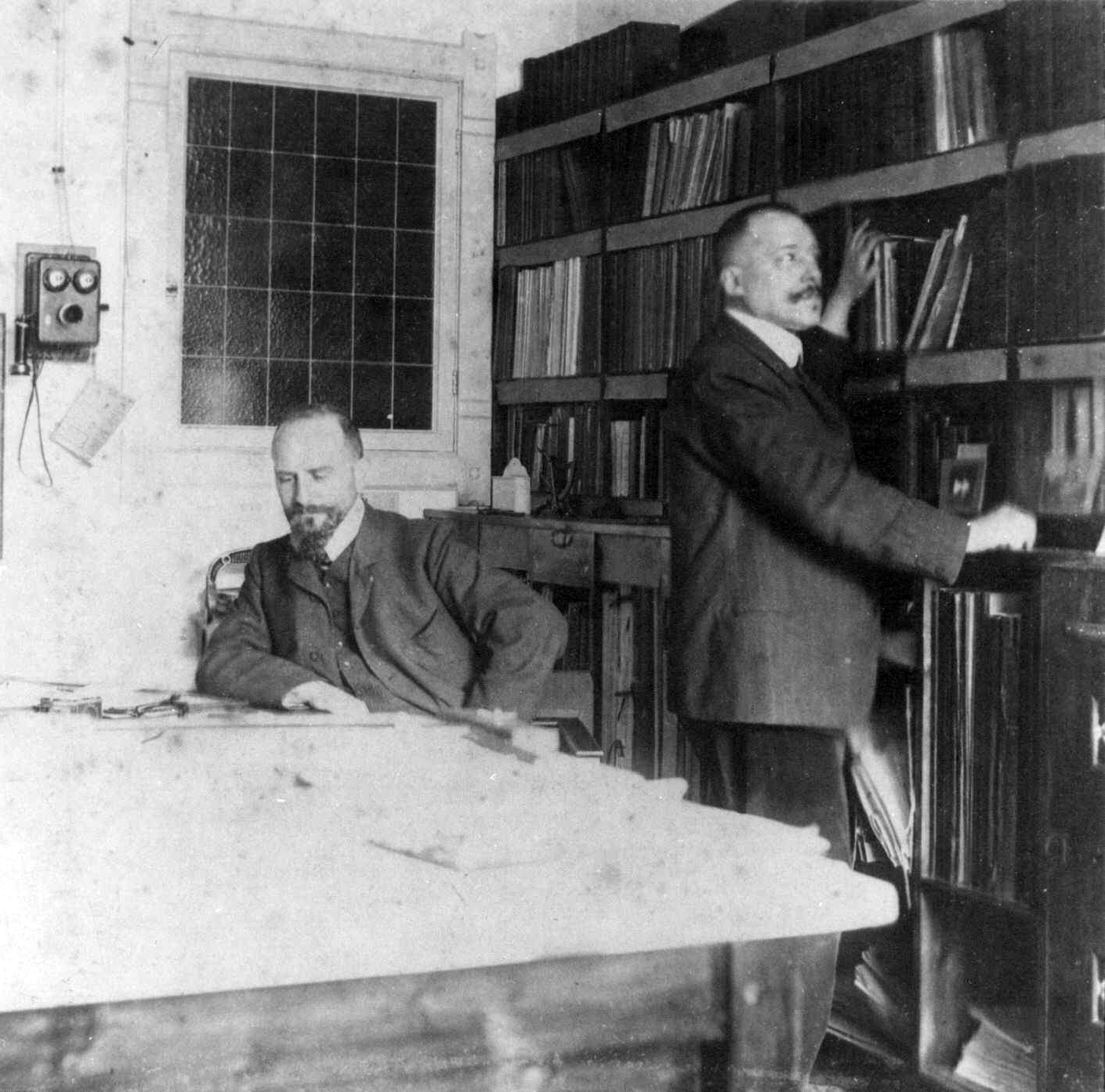
Oscar Leeuw (links) en zijn broer Henri Leeuw jr. (rechts) in het souterrain van hun woonhuis, tevens architectenbureau Graafseweg 58-60 Nijmegen, c. 1910

Geheel volgens de geest van de tijd bouwde Oscar Leeuw aan het begin van de eeuw in de stijl van de Nieuwe Kunst, de Nederlandse vorm van art nouveau of Jugendstil. Vanaf 1910-1920 ontwikkelde Leeuw een meer expressionistische stijl. Vervolgens deed het Eclecticisme, waarbij steeds vaker gebruik gemaakt werd van historiserende details, zijn intrede.
De Nieuwe Synagoge (1912), het Concertgebouw de Vereeniging (1914), de Nijmeegsche Bankvereeniging Van Engelenburg & Schippers (1920) en het Rijksmuseum G.M. Kam (1920), alle in Nijmegen, behoren tot de hoogtepunten in zijn oeuvre. De villa’s en herenhuizen van Leeuw vallen op door karakteristieke ornamenten en door een rijke en afwisselende opzet, waarbij veel gebruik gemaakt wordt van koepels, torens, paviljoens, erkers en veranda’s.
Oscar Leeuw had veel connecties met kapitaalkrachtige opdrachtgevers, zoals middenstanders, industriëlen en bankiers. Een belangrijke opdrachtgever was Vroom & Dreesmann. Leeuw werd een van de vaste huisarchitecten van de onderneming en kreeg opdrachten voor het ontwerpen van winkelpanden in alle grotere steden van Zuidoost-Nederland. Behalve de verbouwing in 1924 van het V&D-warenhuis van Nijmegen, dat in de Tweede Wereldoorlog werd verwoest, ontwierp Leeuw ook de V&D-warenhuizen in Venlo, Den Bosch,  Eindhoven en Tilburg.
Naast villa's en winkelpanden ontwierp Leeuw ook een aantal fabrieksgebouwen zoals het Honigcomplex in Nijmegen en de tapijtfabriek Bergoss met de Bergoss-villa in Oss. Na 1920 werd Oscar Leeuws stijl minder persoonlijk en minder herkenbaar.

## Wetenswaardigheden
- Vanaf 1921 was Leeuw lid van de Rijkscommissie voor de Monumentenzorg
- In 1933 werd Leeuw benoemd tot Officier in de Orde van Oranje-Nassau.
- In Concertgebouw de Vereeniging is een zaal naar hem vernoemd.
- In Tilburg is een straat naar hem vernoemd en in Venlo een laan.
- In 1897 bracht Oscar met zijn broer het boek Album van Winkelpuien Verzameling van 100 practische ontwerpen voor aannemers, timmerlieden, bouwkundigen enz. uit

## Selectie van werken (chronologisch)
| Plaatsnaam       | Gebouw | Jaar      | Opmerkingen                                                                             |
| ---------------- | --- | --------- | --------------------------------------------------------------------------------------- |
| Ubbergen         | Villa Dennenheuvel, Rijksstraatweg 46                                                                      | 1899-1900 |                                                                                         |
| Nijmegen         | Molenstraat 124 (W. J. Stemker-Köster)                                                                     | 1899-1900 | winkelhuis met Jugendstil-kenmerken                                                     |
| Nijmegen         | Winkelhuis Malmberg St. Jorisstraat (hoek Derde Walstraat)                                                 | 1900-1900 | verwoest WOII                                                                           |
| Beek             | Villa Margot, Rijksstraatweg 72                                                                            | 1901-1901 | uitbreiding T boerderij aan voorkant in Jugendstil                                      |
|                  | |           |                                                                                         |
| Molenhoek        | Jachtslot de Mookerheide                                                                                   | 1902-1905 | (met zijn broer Henri Leeuw jr.)                                                        |
|                  | |           |                                                                                         |
| Beek             | Villa Zonneheuvel, Ravenberg 2                                                                             | 1904-1904 |                                                                                         |
| Nijmegen         | The Corner, 2e Oude Heselaan 522                                                                           | 1903-1903 |                                                                                         |
| Nijmegen         | Graafseweg 58a/60                                                                                          | 1905-1905 | eerste eigen huis, waarvan het souterrain diende als kantoor en de bel-etage als woning |
| Nijmegen         | ‘Hotel du Soleil’ aan de Graafseweg 35                                                                     | 1905-1910 | uitbreiding                                                                             |
| Nijmegen         | Villa Sonnewyck, Berg en Dalseweg 125                                                                      | 1905-1910 |                                                                                         |
| Nijmegen         | Van Welderenstraat 100-104 (voormalige garage L.A. Moll)                                                   | 1909-1909 |                                                                                         |
| Nijmegen         | Prins Bernhardstraat 1 + Oranjesingel 51                                                                   | 1908-1909 | woonhuis Lambertus Cornelis van Engelenburg                                             |
| Nijmegen         | Stadsvilla, Bijleveldsingel 29, 31, 33 en 35                                                               | 1910-1910 |                                                                                         |
| Beuningen        | Villa Vinckendael, Van Heemstraweg 58                                                                      | 1910-1910 |                                                                                         |
| Nijmegen         | Villa Salatiga, Sterreschansweg 77                                                                         | 1910-1911 |                                                                                         |
|                  | |           |                                                                                         |
| Nijmegen         | Villa De Westerhelling, Sophiaweg 4                                                                        | 1912-1912 |                                                                                         |
| Nijmegen         | Nieuwe Synagoge a/d Gerard Noodtstraat                                                                     | 1913-1913 |                                                                                         |
| Nijmegen         | Concertgebouw de Vereeniging                                                                               | 1914-1915 |                                                                                         |
| Nijmegen         | Villa De Zandkuil, Berg en Dalseweg 379                                                                    | 1915-1915 |                                                                                         |
| Nijmegen         | Fabrieksgebouw voor de N.V. Automatic Screw Works, Groenestraat                                            | 1918-1918 |                                                                                         |
| Oss              | Kantoor tapijtfabriek Bergoss, Bram van den Berghstraat 22                                                 | 1918-1919 |                                                                                         |
| Nijmegen         | Museum Kam                                                                                                 | 1919-1922 |                                                                                         |
| Nijmegen         | Nijmeegsche Bankvereeniging Van Engelenburg & Schippers, Hertogstraat                                      | 1920-1921 |                                                                                         |
| Nijmegen         | Honigcomplex                                                                                               | 1920-1944 |                                                                                         |
| Nijmegen         | Israëlitische begraafplaats (Postweg 62)                                                                   | 1921-1921 |                                                                                         |
| Nijmegen         | Villa, Paijensweg 7                                                                                        | 1923-1923 |                                                                                         |
| Nijmegen         | Villa Berk en Eik (later: Marie-Louise), Eversweg 4                                                        | 1923-1924 |                                                                                         |
| Nijmegen         | Warenhuis Vroom & Dreesmann                                                                                | 1923-1924 | verbouwing, verwoest bij bombardement 1944                                              |
| Nijmegen         | Villa Osan's-Hoeve, Sophiaweg 73                                                                           | 1925-1925 | tweede eigen woonhuis                                                                   |
| Nijmegen         | Villa, Louiseweg 15                                                                                        | 1926-1926 |                                                                                         |
| Nijmegen         | Grote Markt 30 (Verbouwing voor W. Heydt)                                                                  | 1926-1926 |                                                                                         |
| Nijmegen         | Villa, Lindenlaan 4                                                                                        | 1927-1927 |                                                                                         |
| Nijmegen         | Villa, Kwakkenbergweg 39                                                                                   | 1927-1927 |                                                                                         |
| Nijmegen         | Villa, Kwakkenbergweg 82                                                                                   | 1929-1929 |                                                                                         |
| Eindhoven        | Warenhuis Vroom & Dreesmann                                                                                | 1928-1930 |                                                                                         |
| Venlo            | Warenhuis Vroom & Dreesmann                                                                                | 1929-1930 |                                                                                         |
| 's-Hertogenbosch | Warenhuis Vroom & Dreesmann                                                                                | 1929-1931 |                                                                                         |
| Nijmegen         | Villa De Berken, Theresiaweg 6                                                                             | 1930-1930 |                                                                                         |
| Tilburg          | Warenhuis Vroom & Dreesmann                                                                                | 1933-1934 |                                                                                         |
| Tilburg          | Grondige renovatie van voormalig paleis van koning Willem II in Tilburg, hierna bekend als Paleis-Raadhuis | 1934-1936 |                                                                                         |

## Afbeeldingen

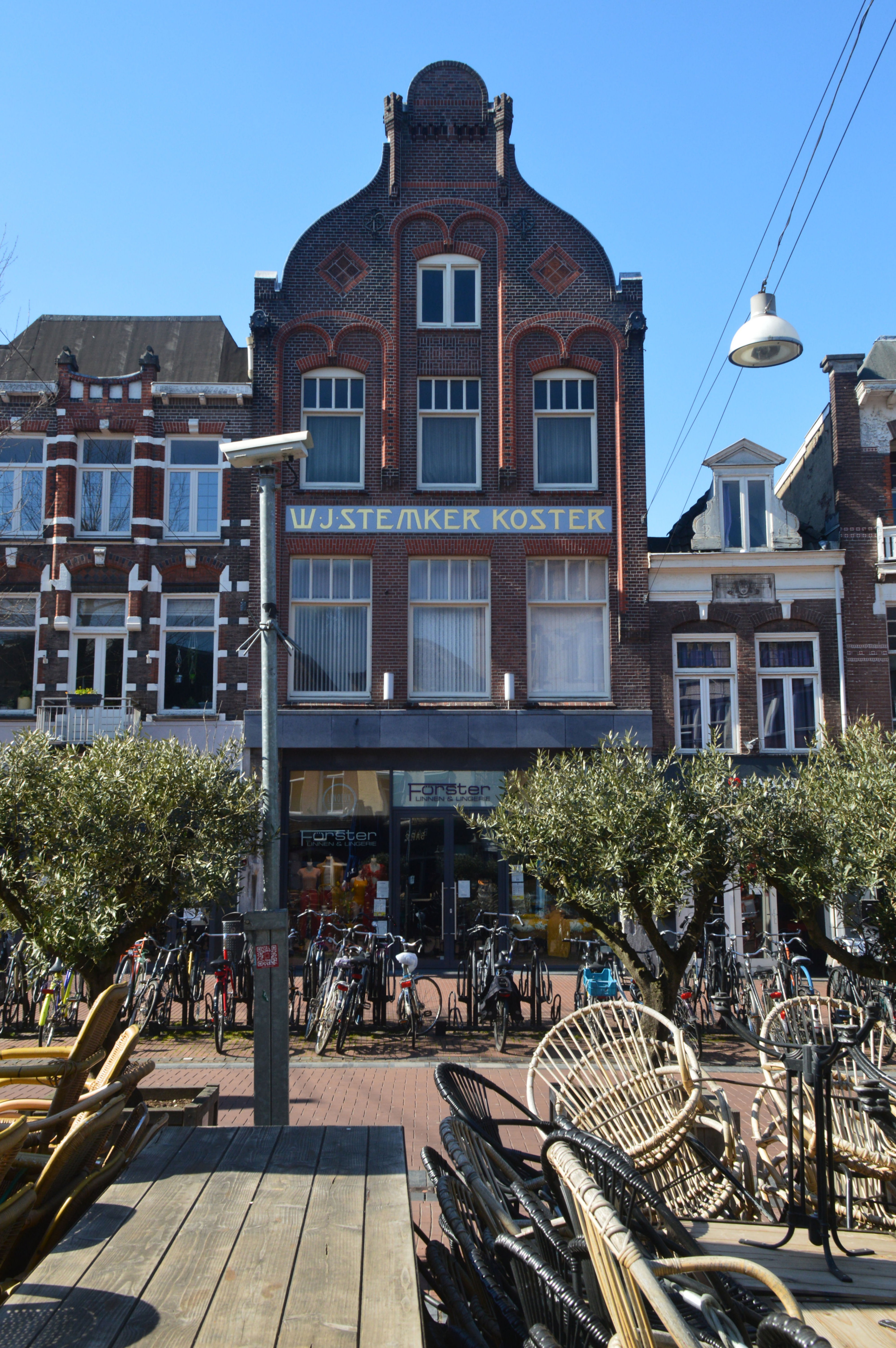
W. J. Stemker-Köster Molenstraat 124 1899
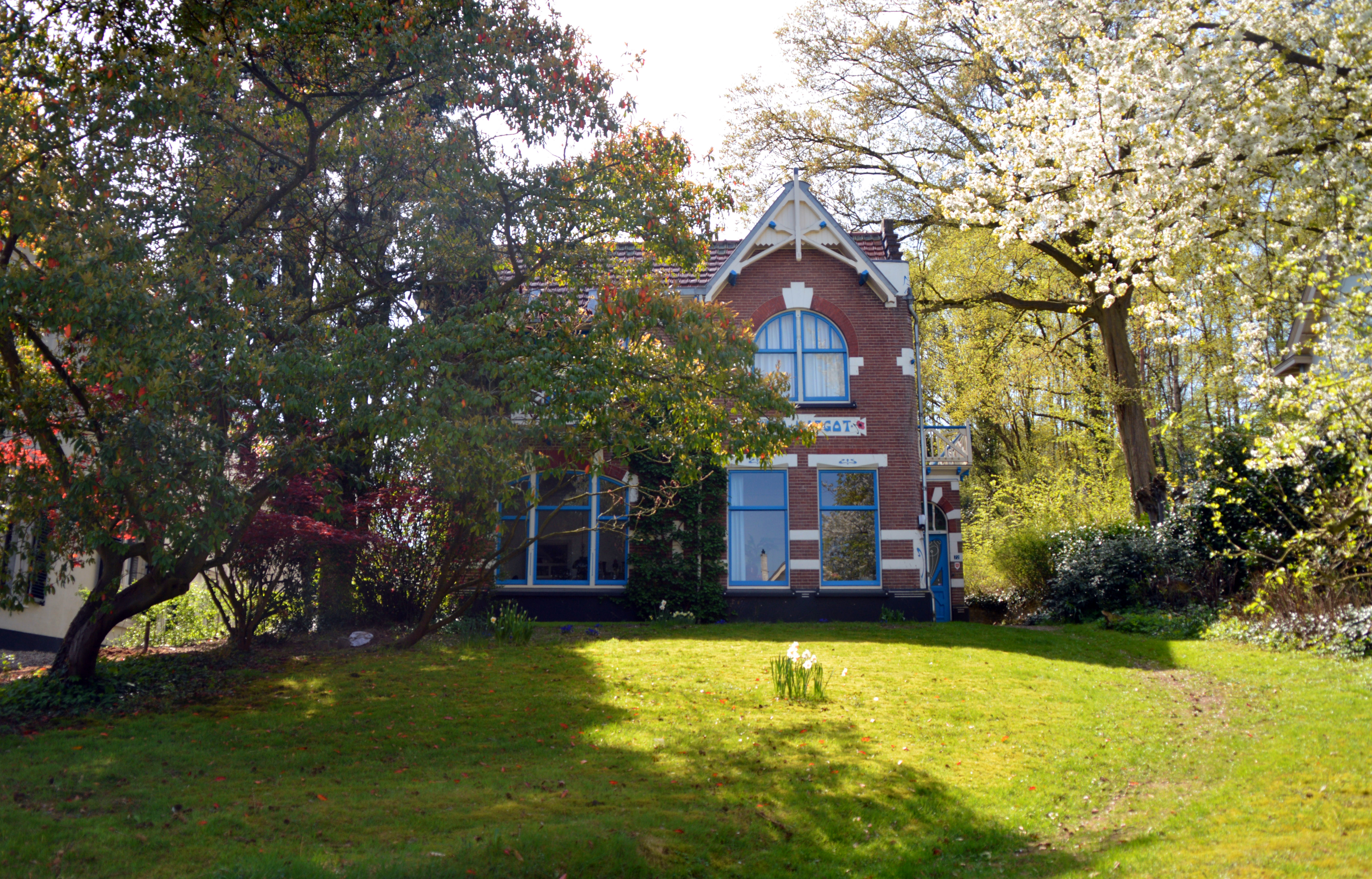
Villa Margot 1901
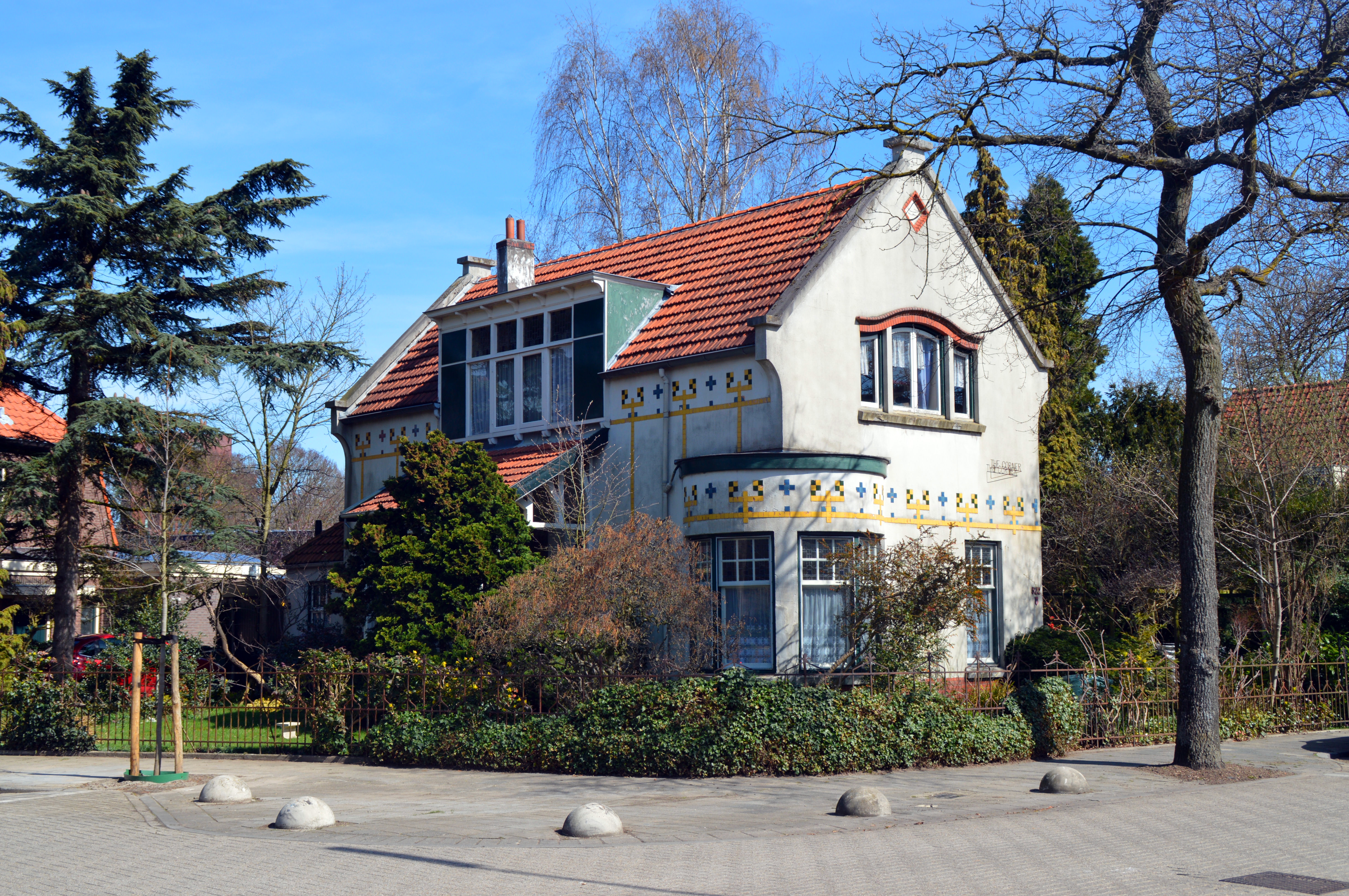
Villa The Corner 1903
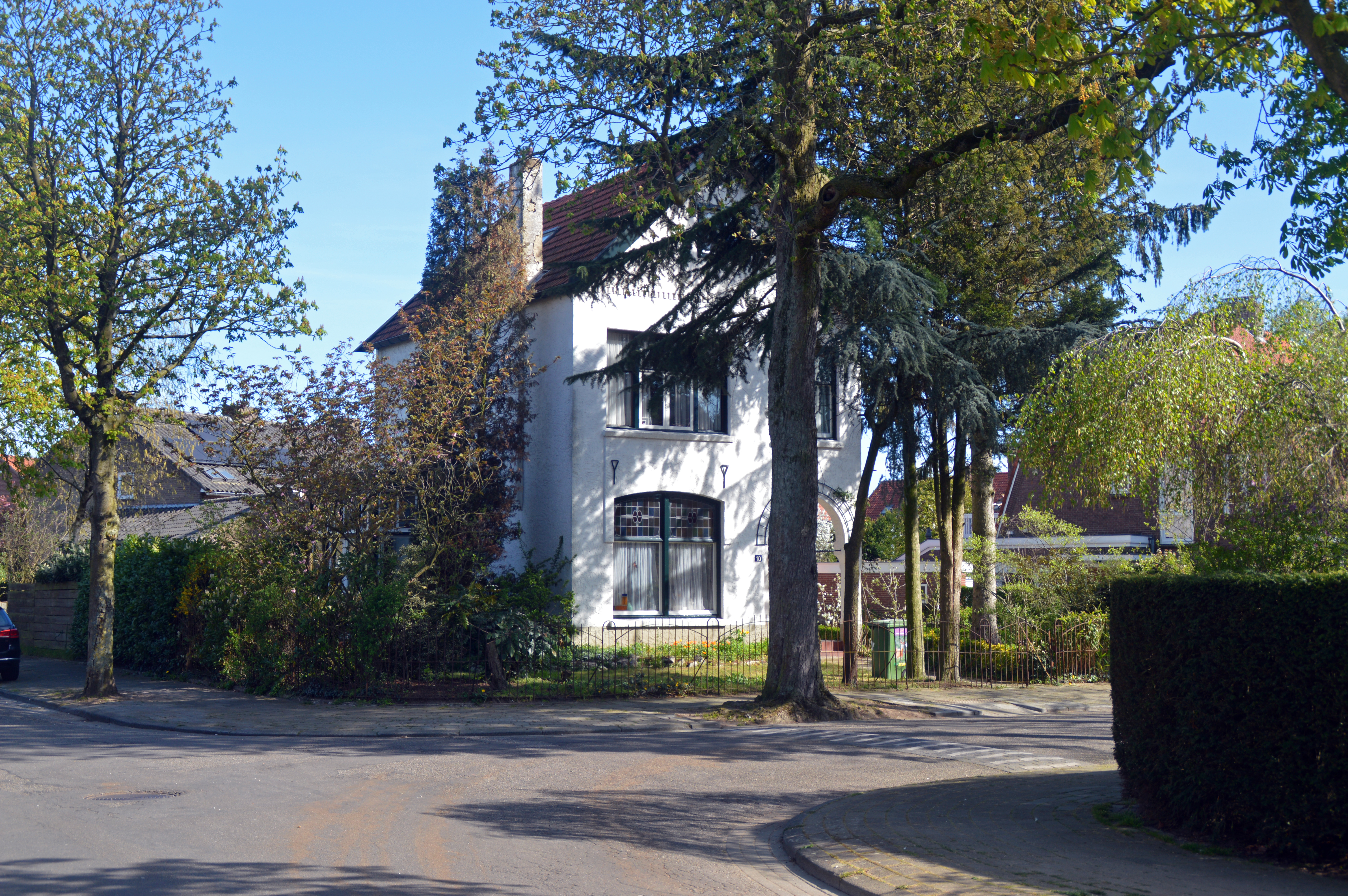
Villa 2, Emmalaan 10 1903
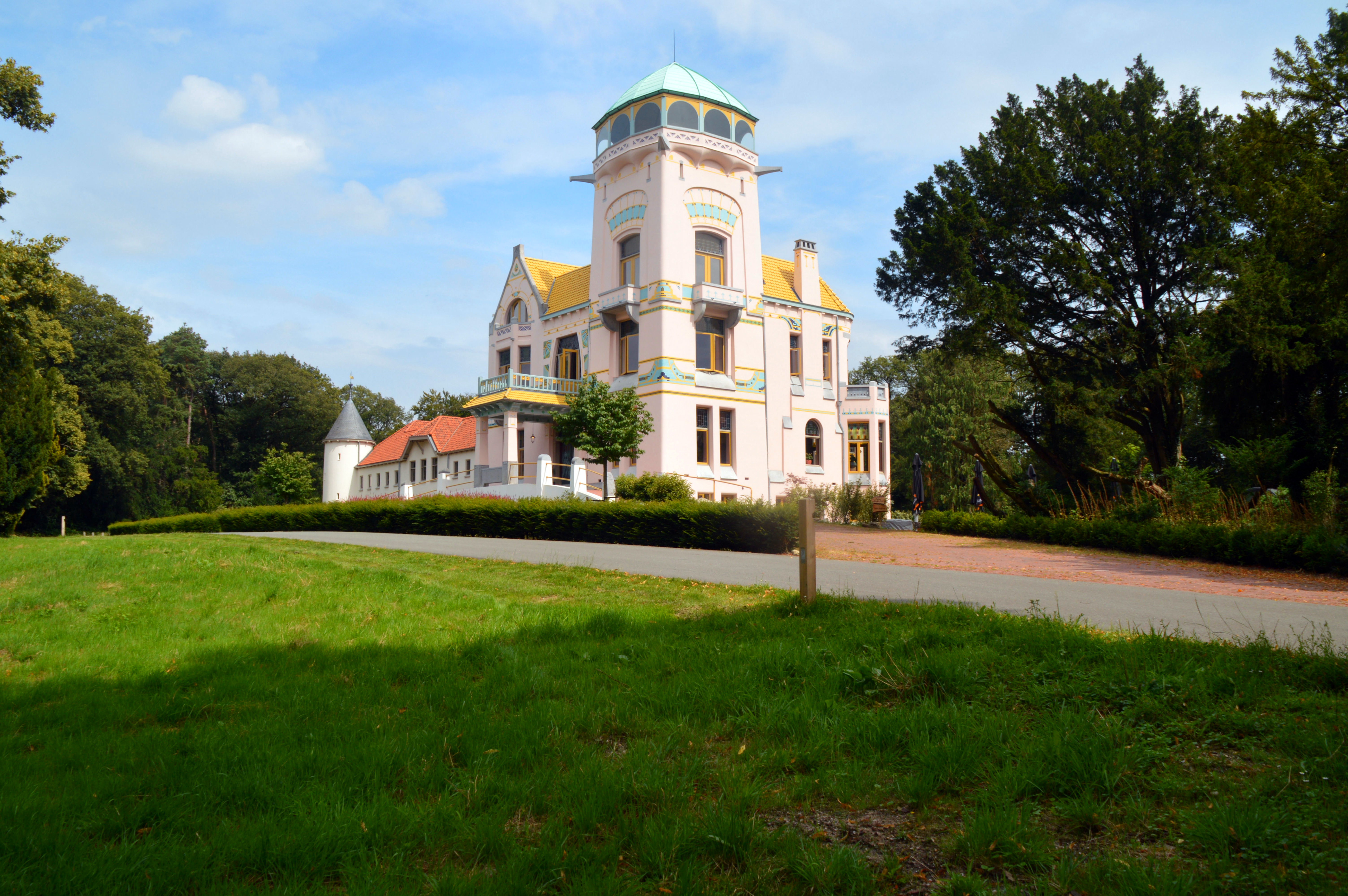
Jachtslot Mookerheide 1904
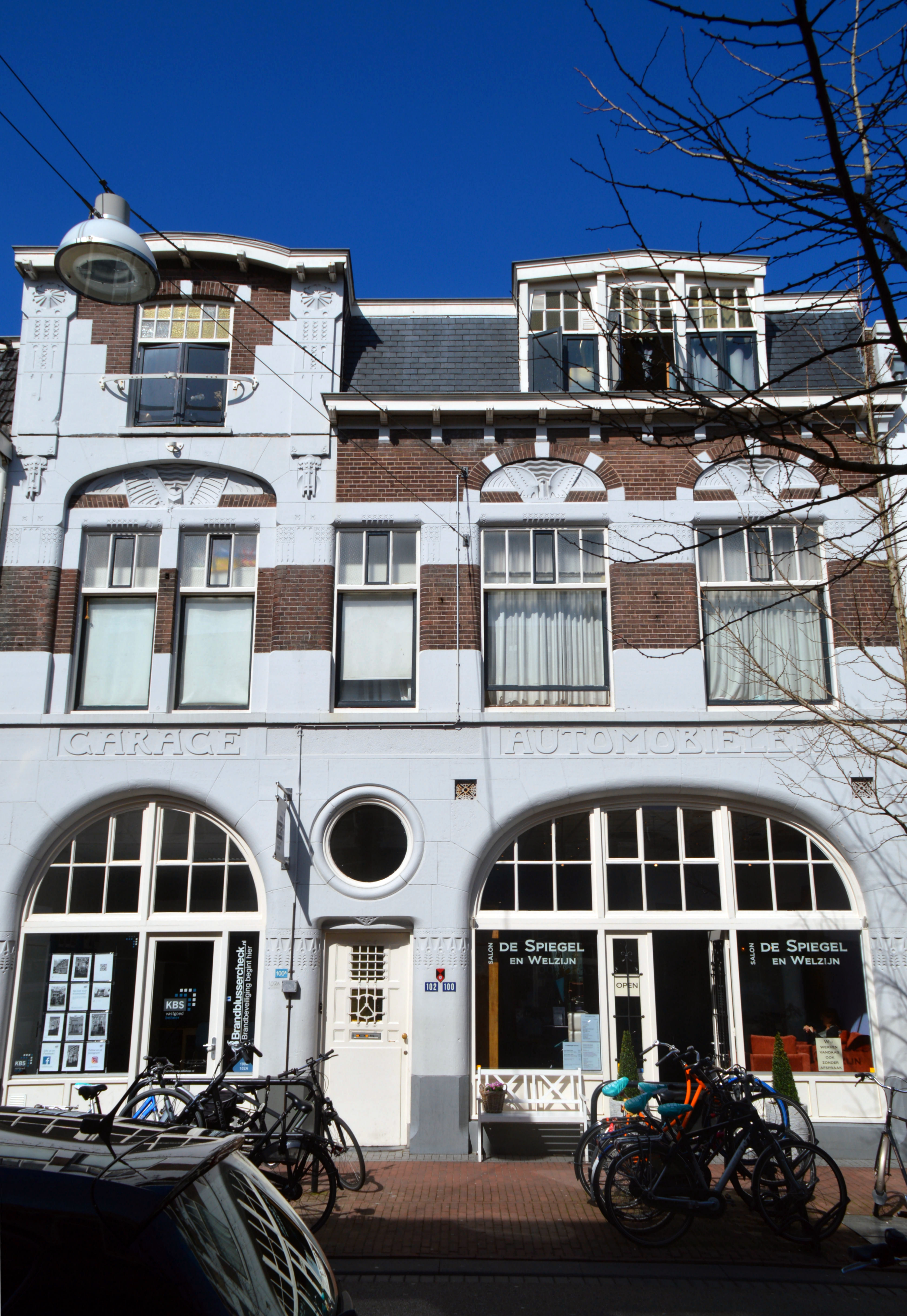
Voormalige garage L.A. Moll 1909
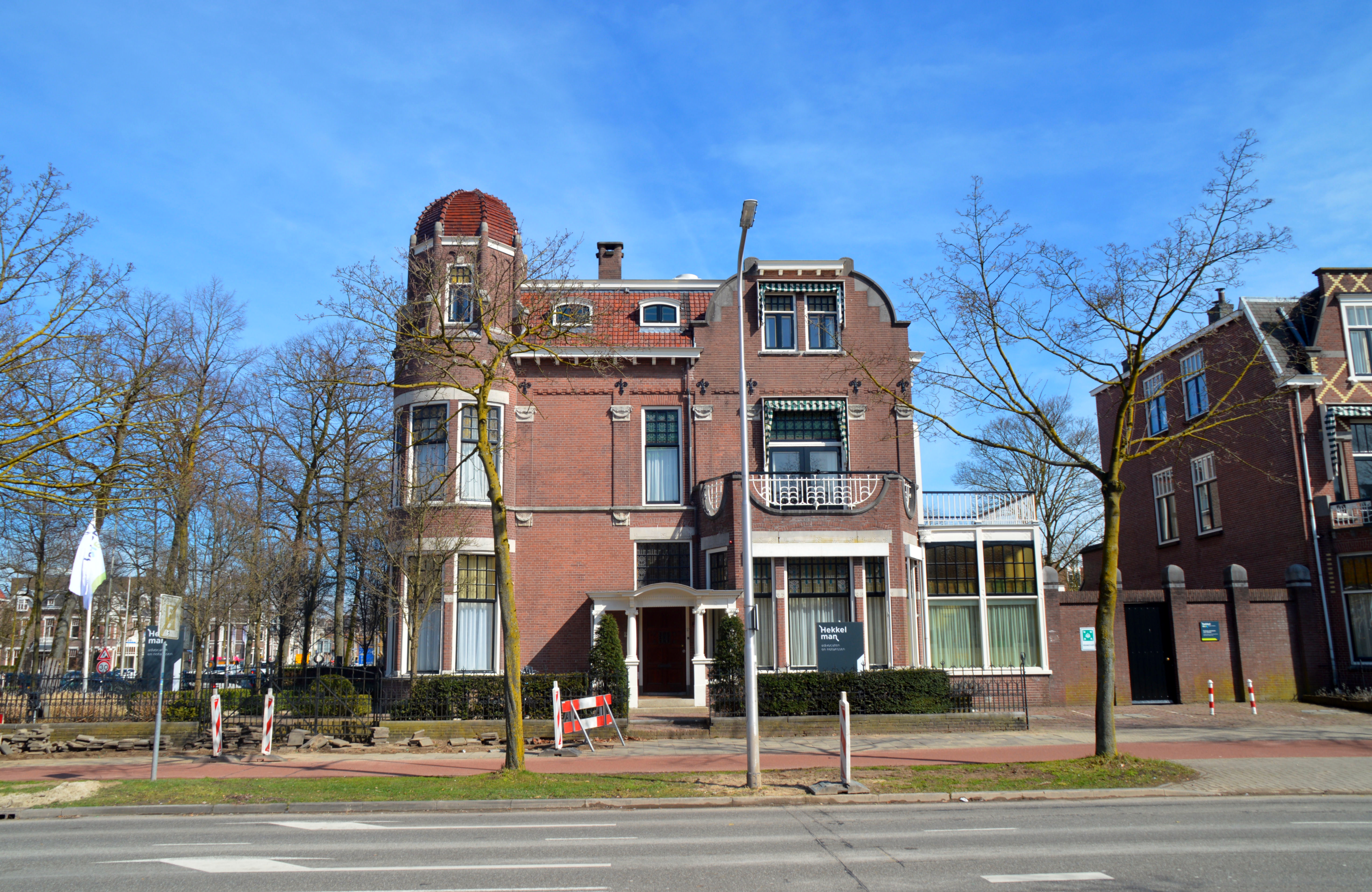
Woonhuis Lambertus Cornelis van Engelenburg 1909
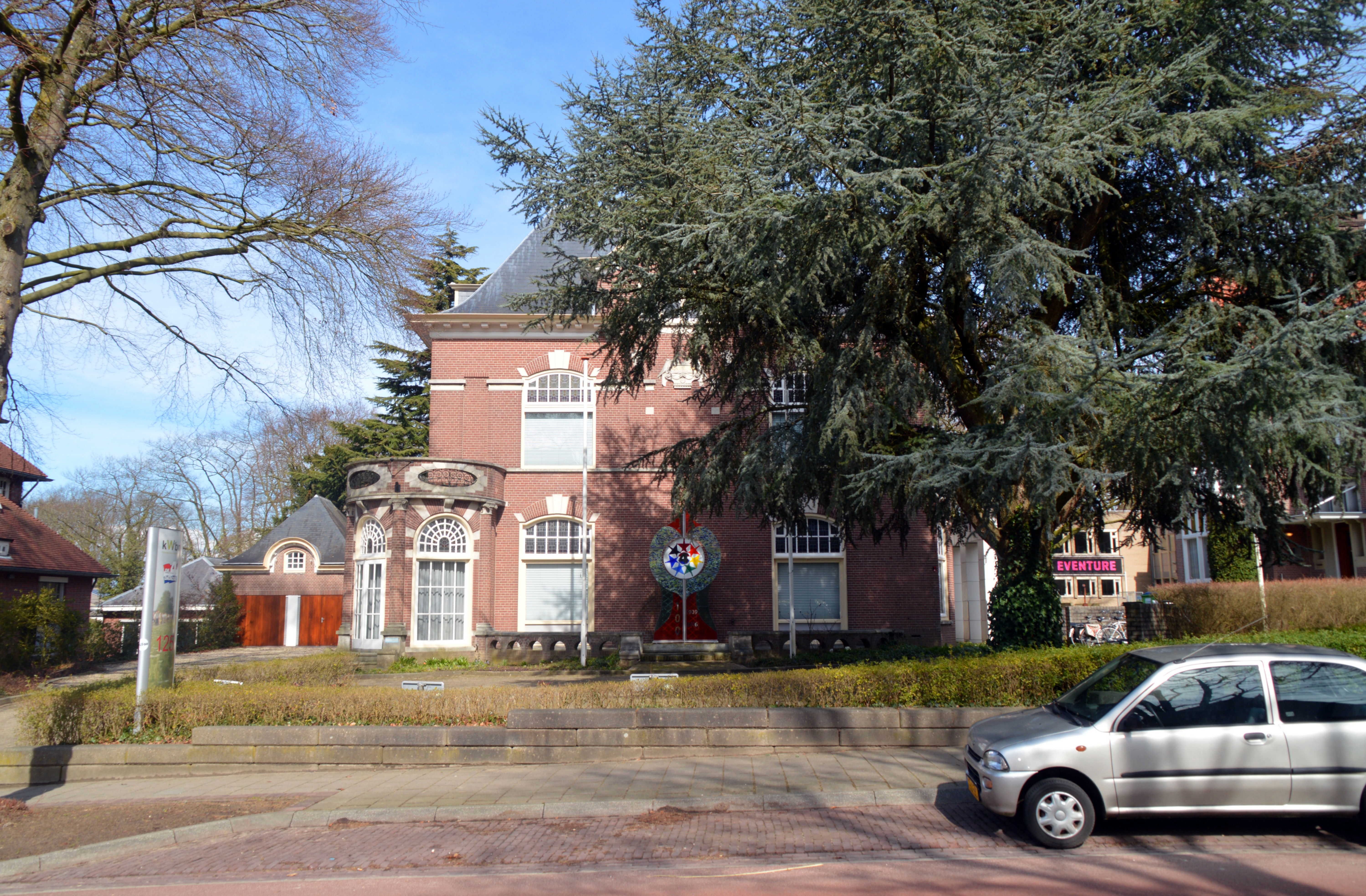
Villa Sonnewyck 1910
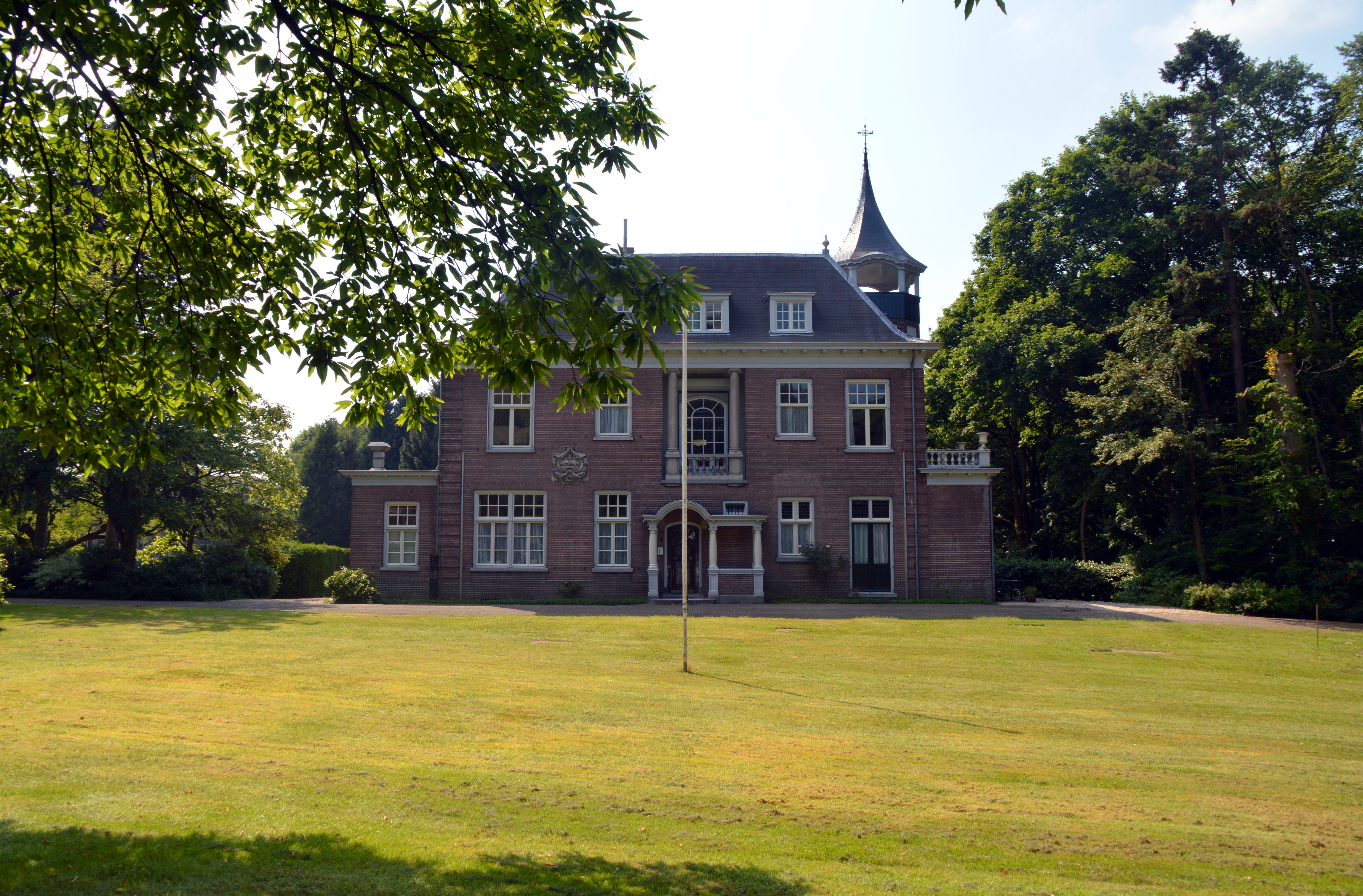
Villa De Westerhelling 1912
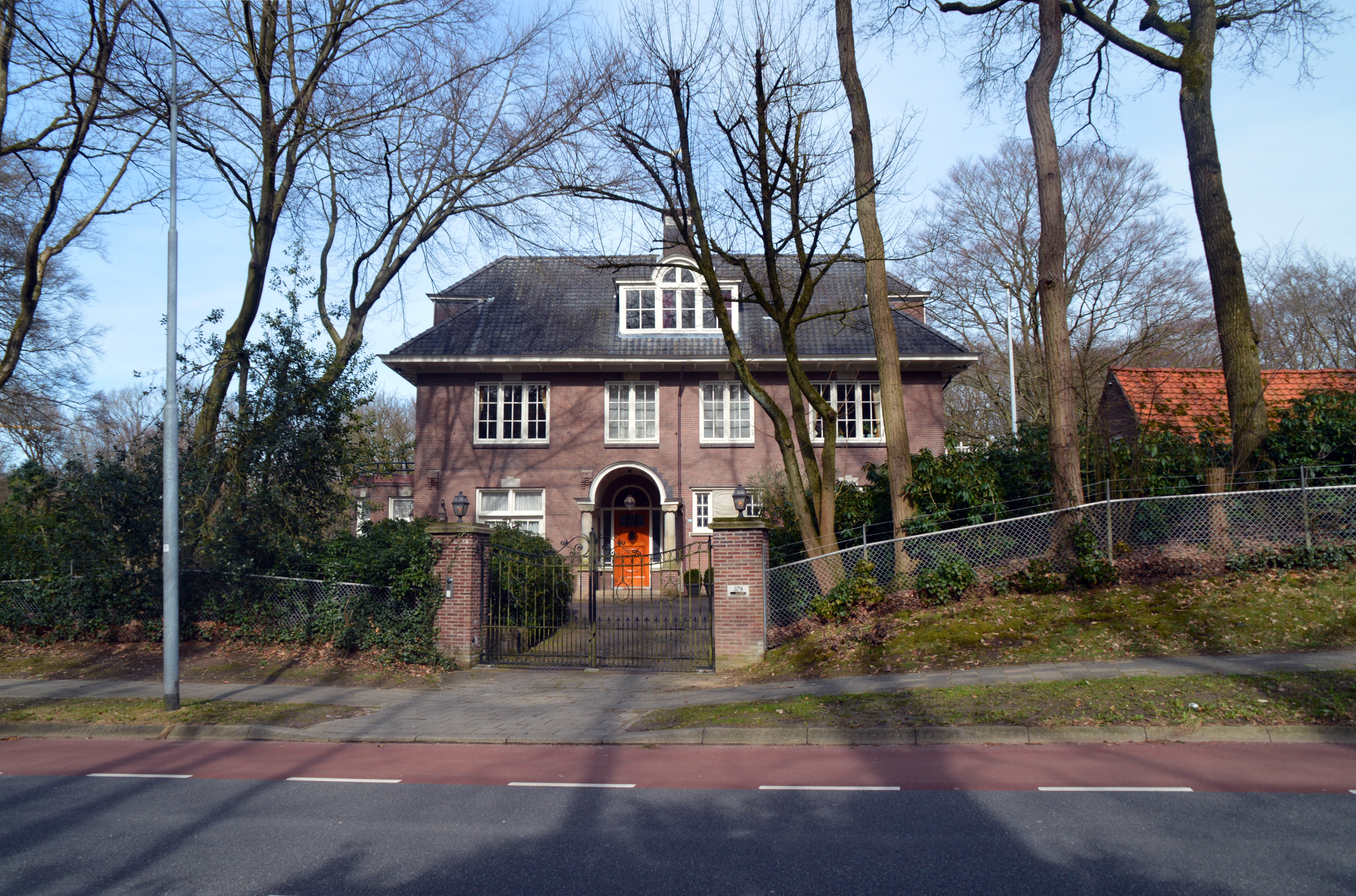
Villa De Zandkuil 1915
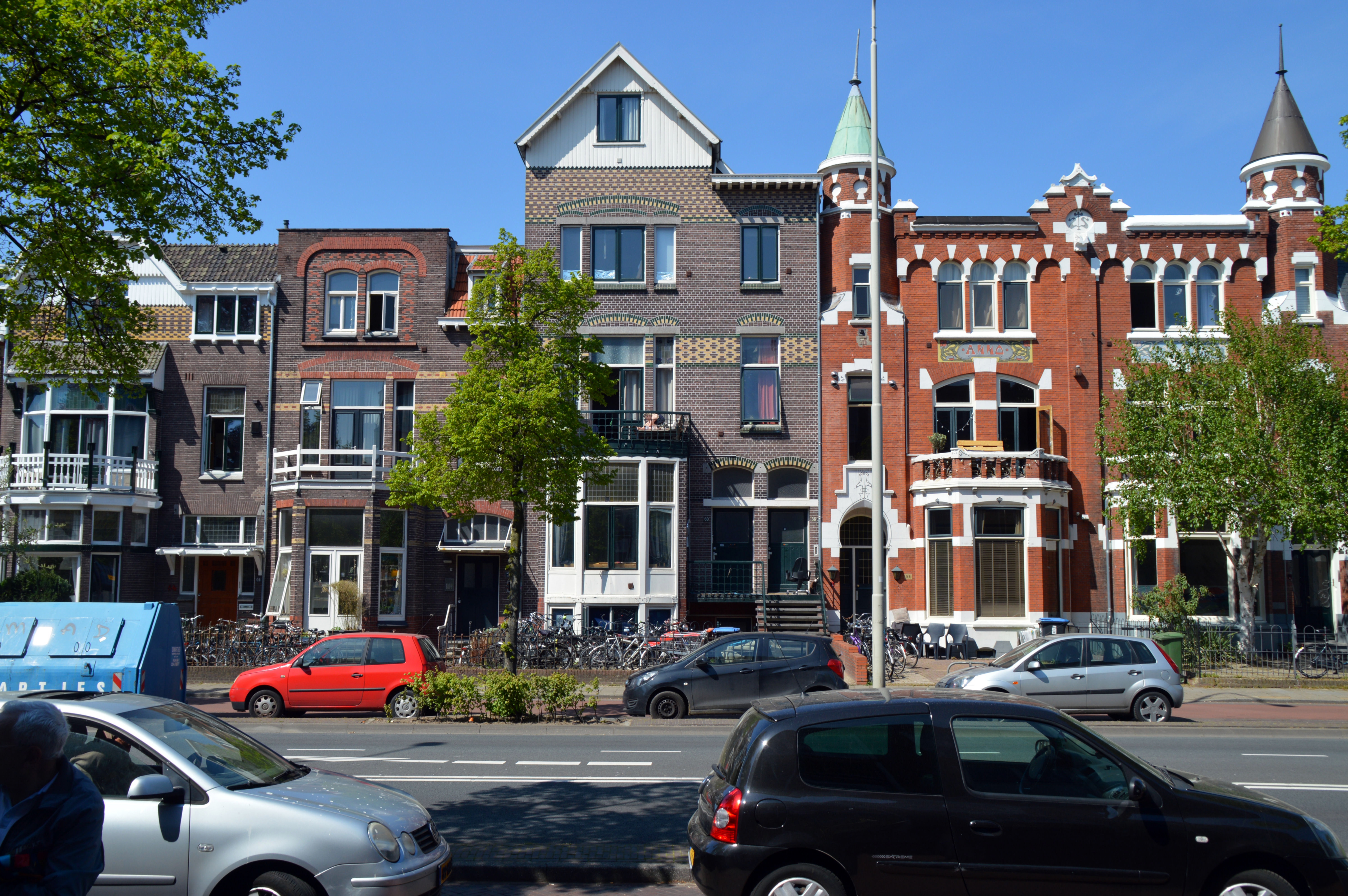
Graafseweg 58-60 Woonhuis en Architectenbureau
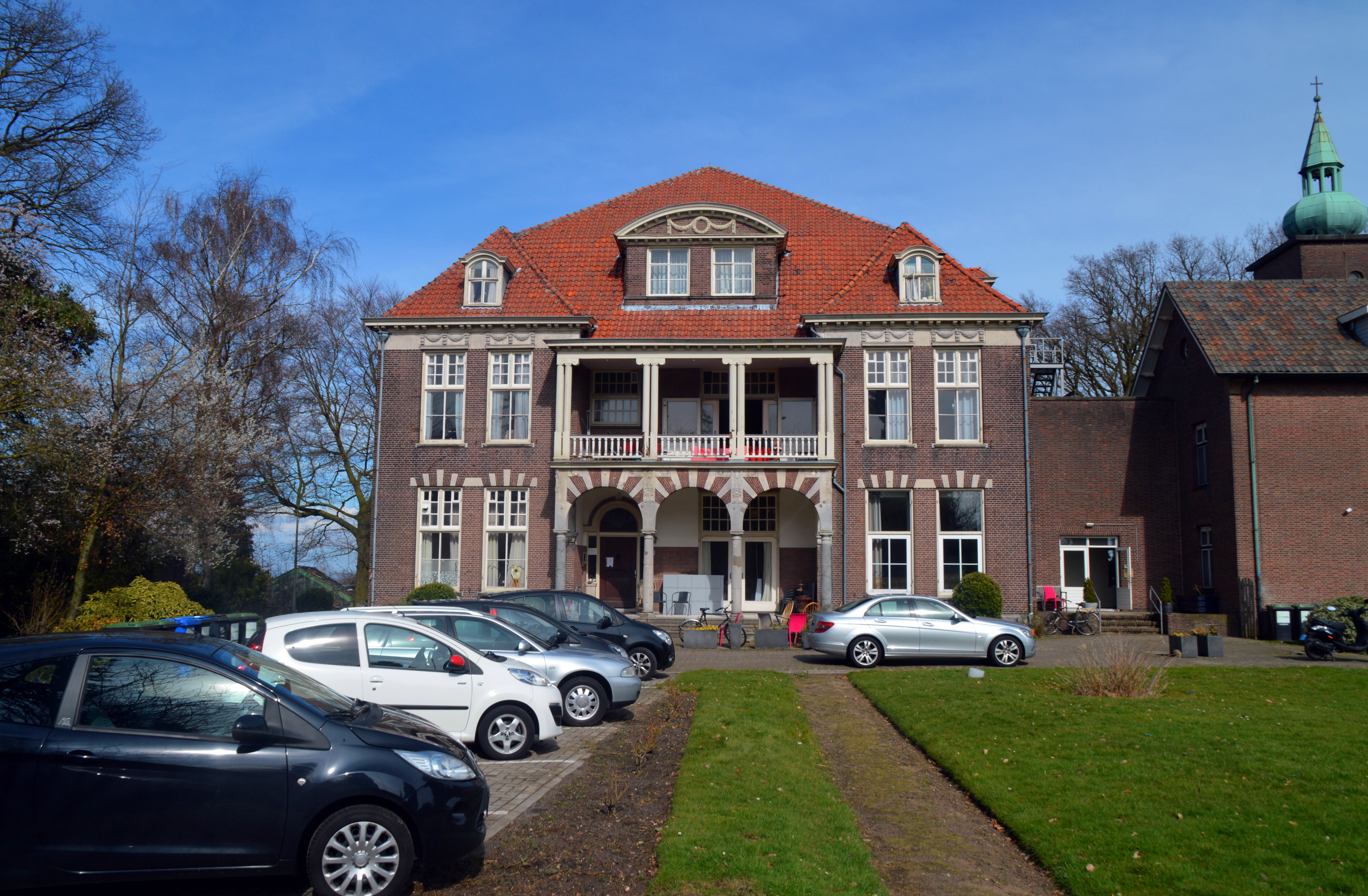
Villa Salatiga
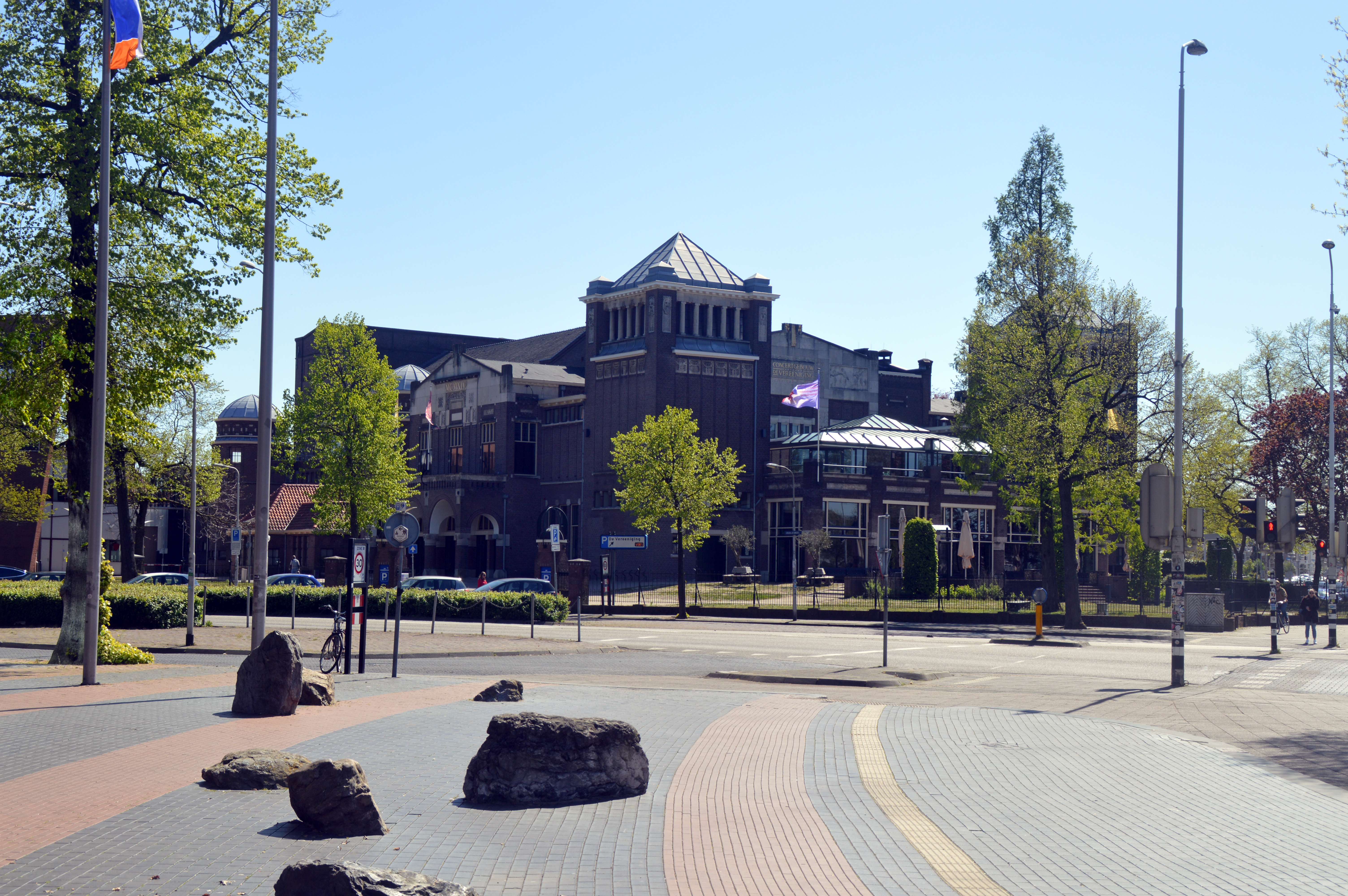
Concertgebouw de Vereeniging 1917
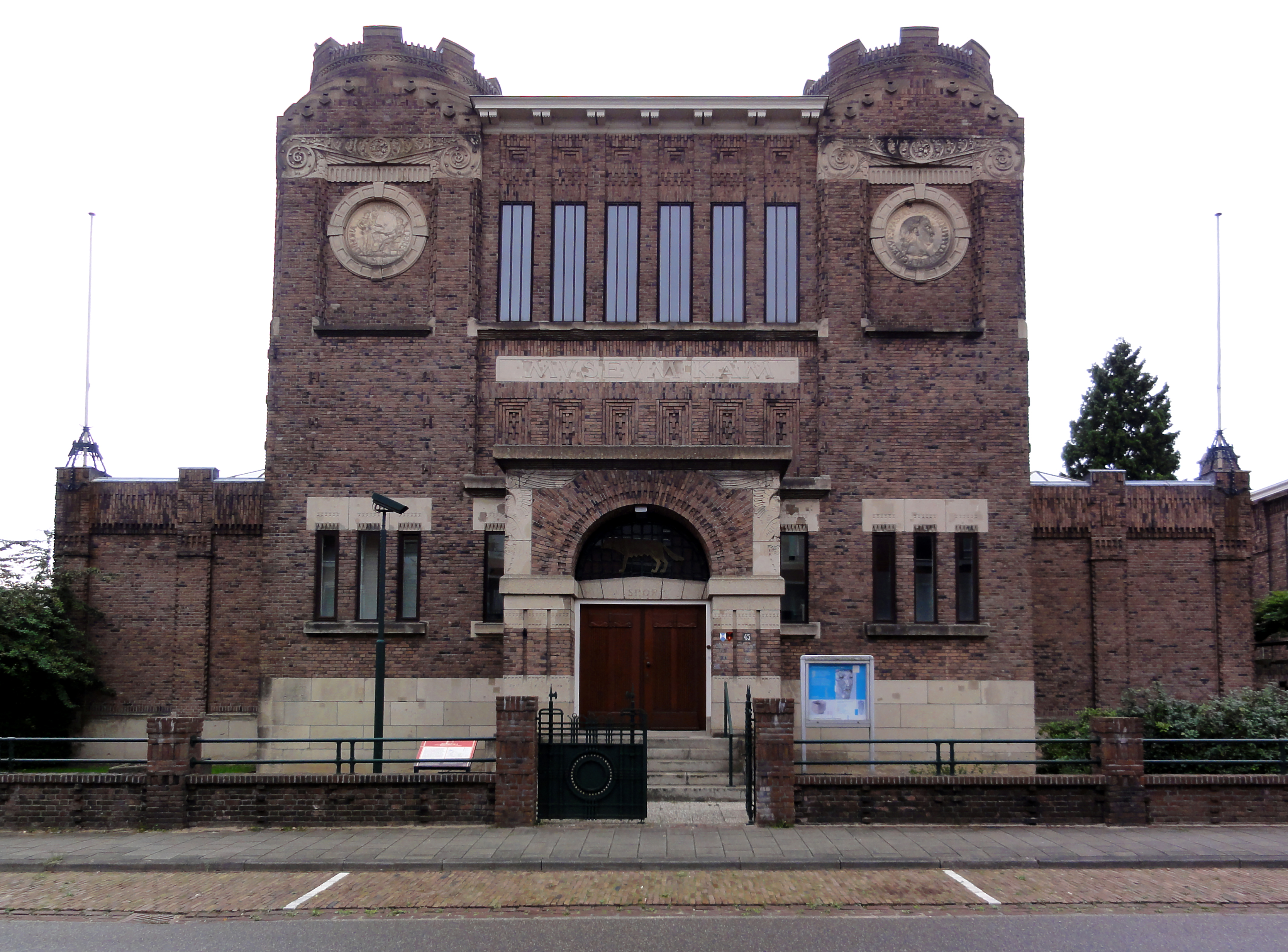
Museum Kam 1922
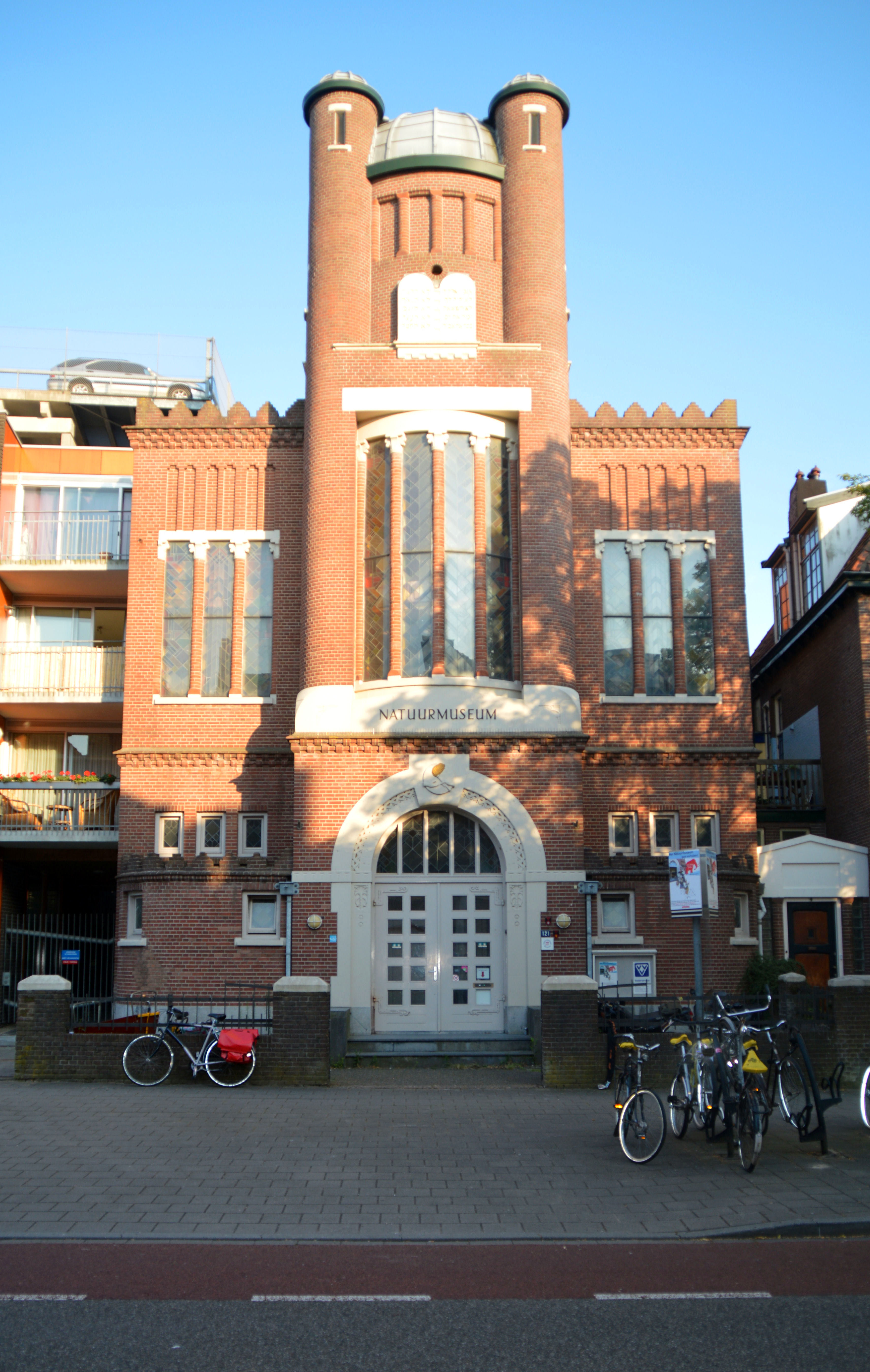
Nieuwe Synagoge
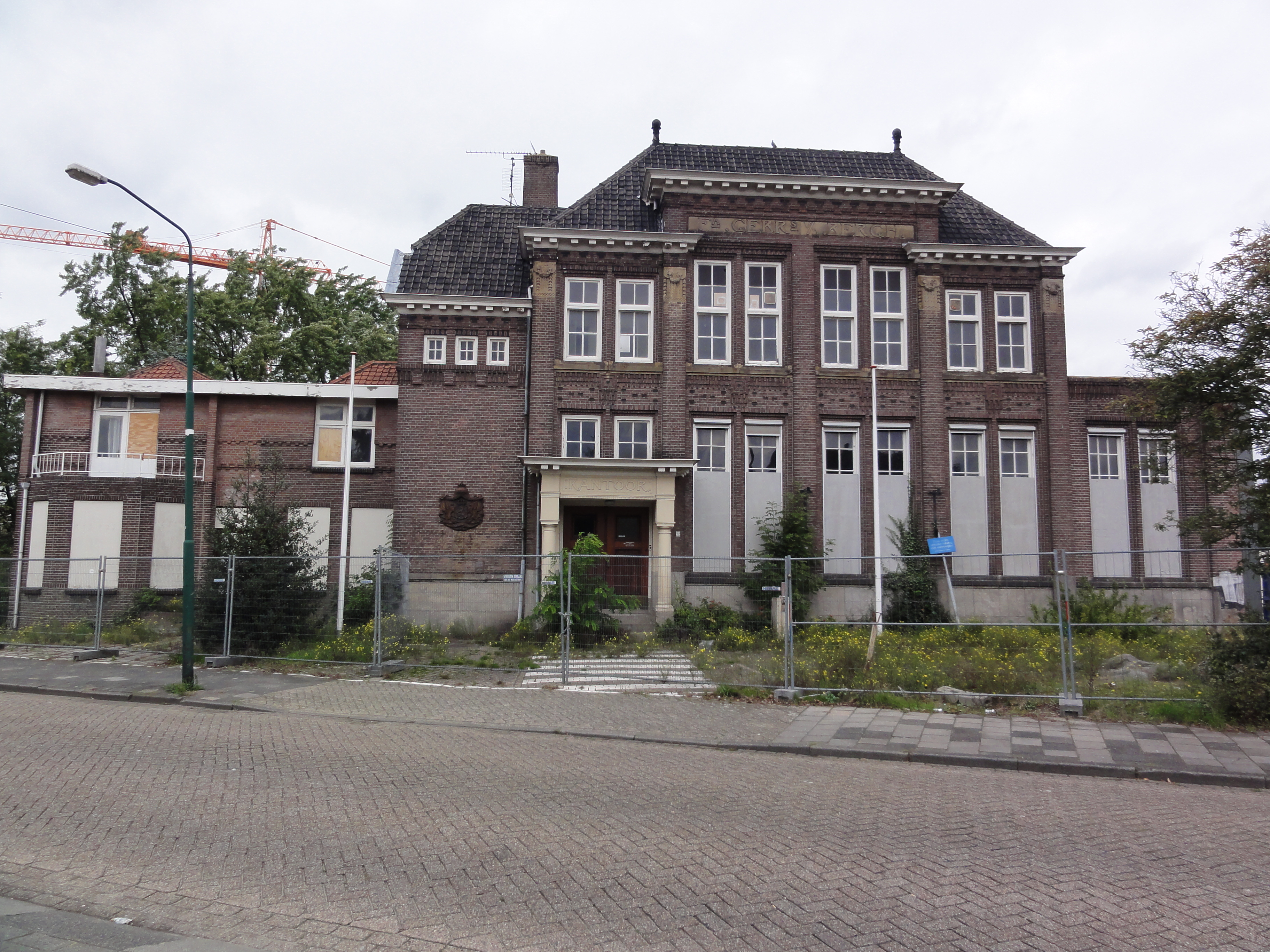
Voormalige fabriek vd Bergh 1919
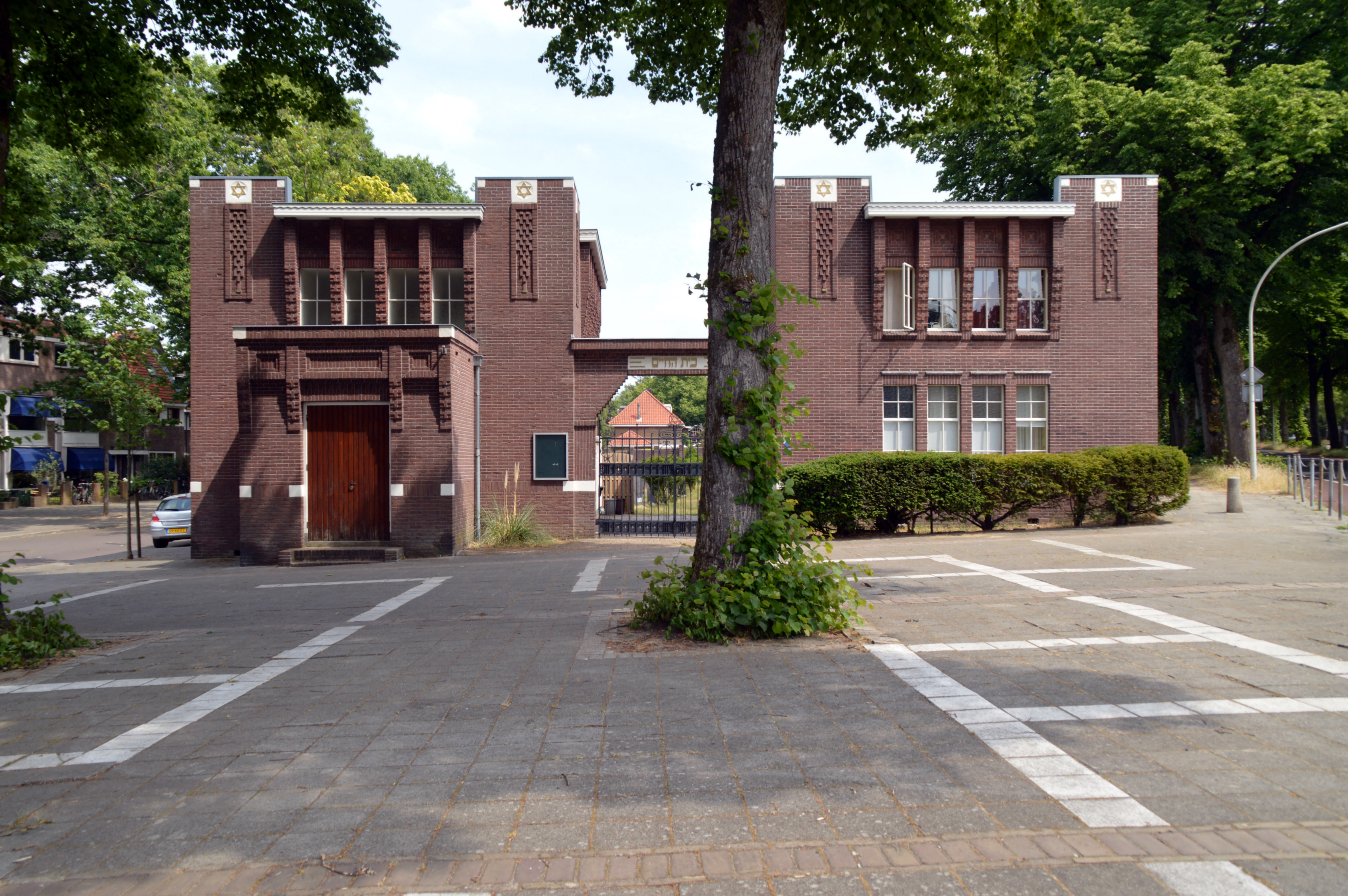
Joodse begraafplaats (Nijmegen)
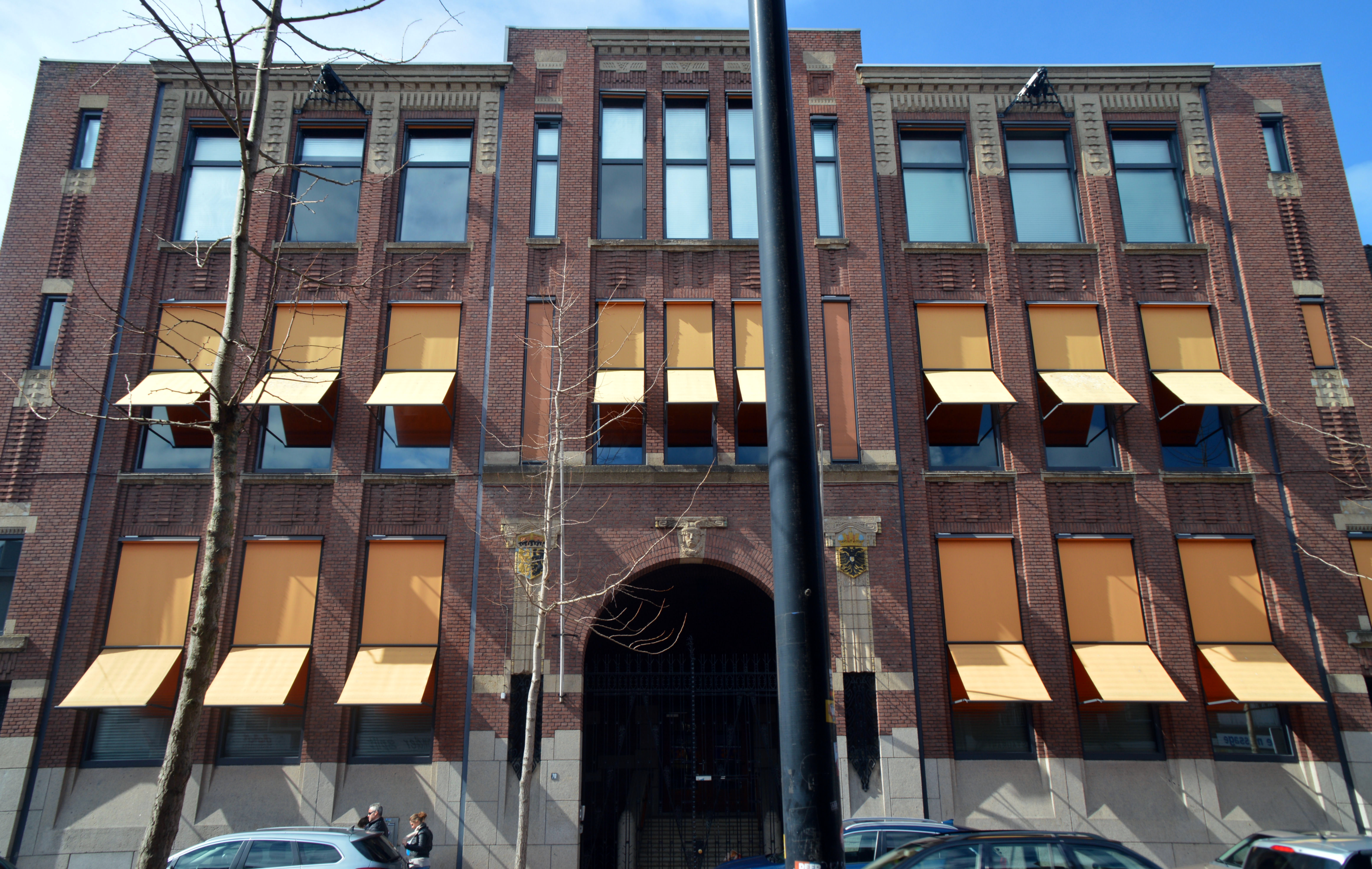
Nijmeegsche Bankvereeniging Van Engelenburg & Schippers 1920
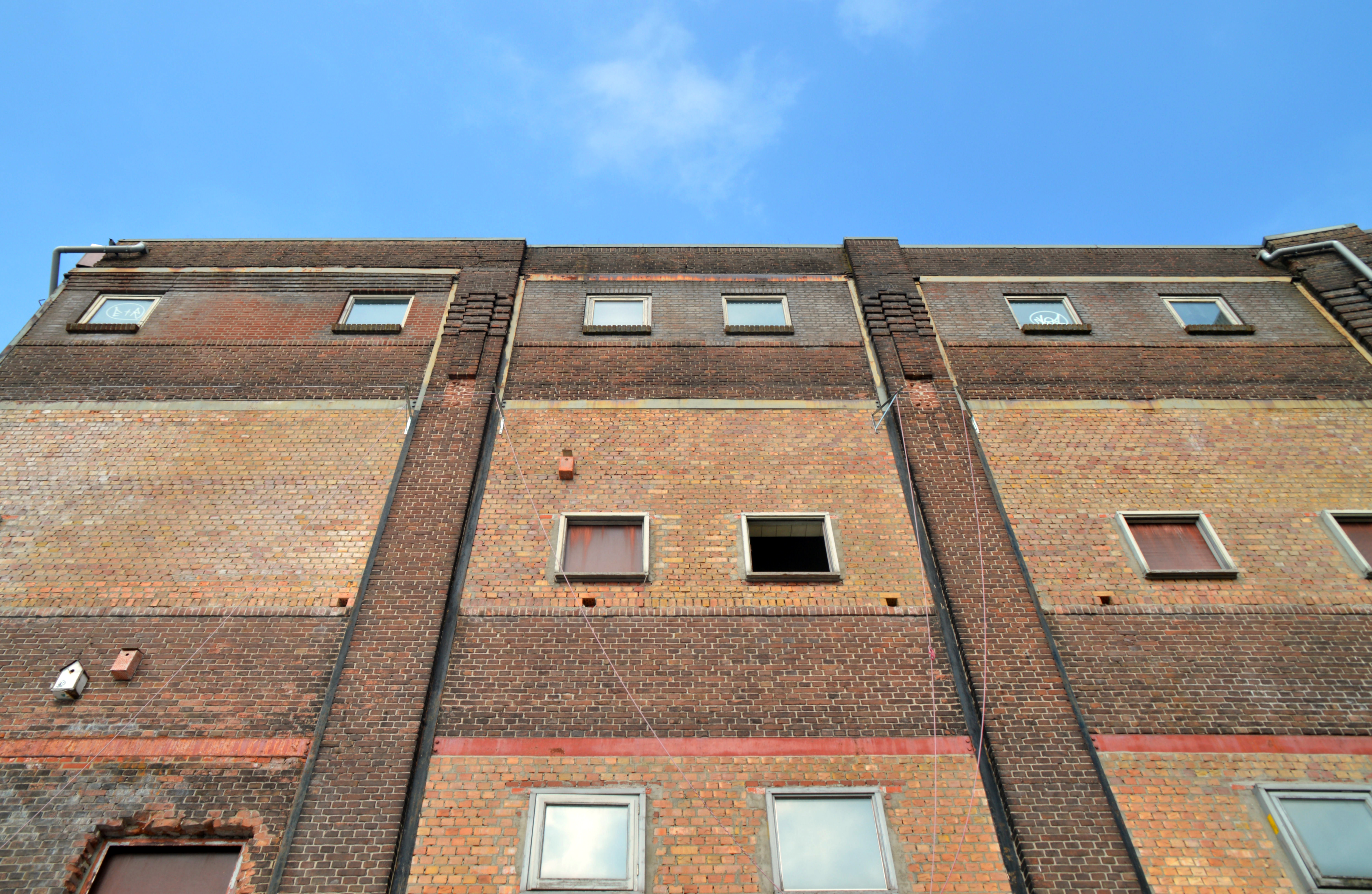
Het Honigcomplex 1926
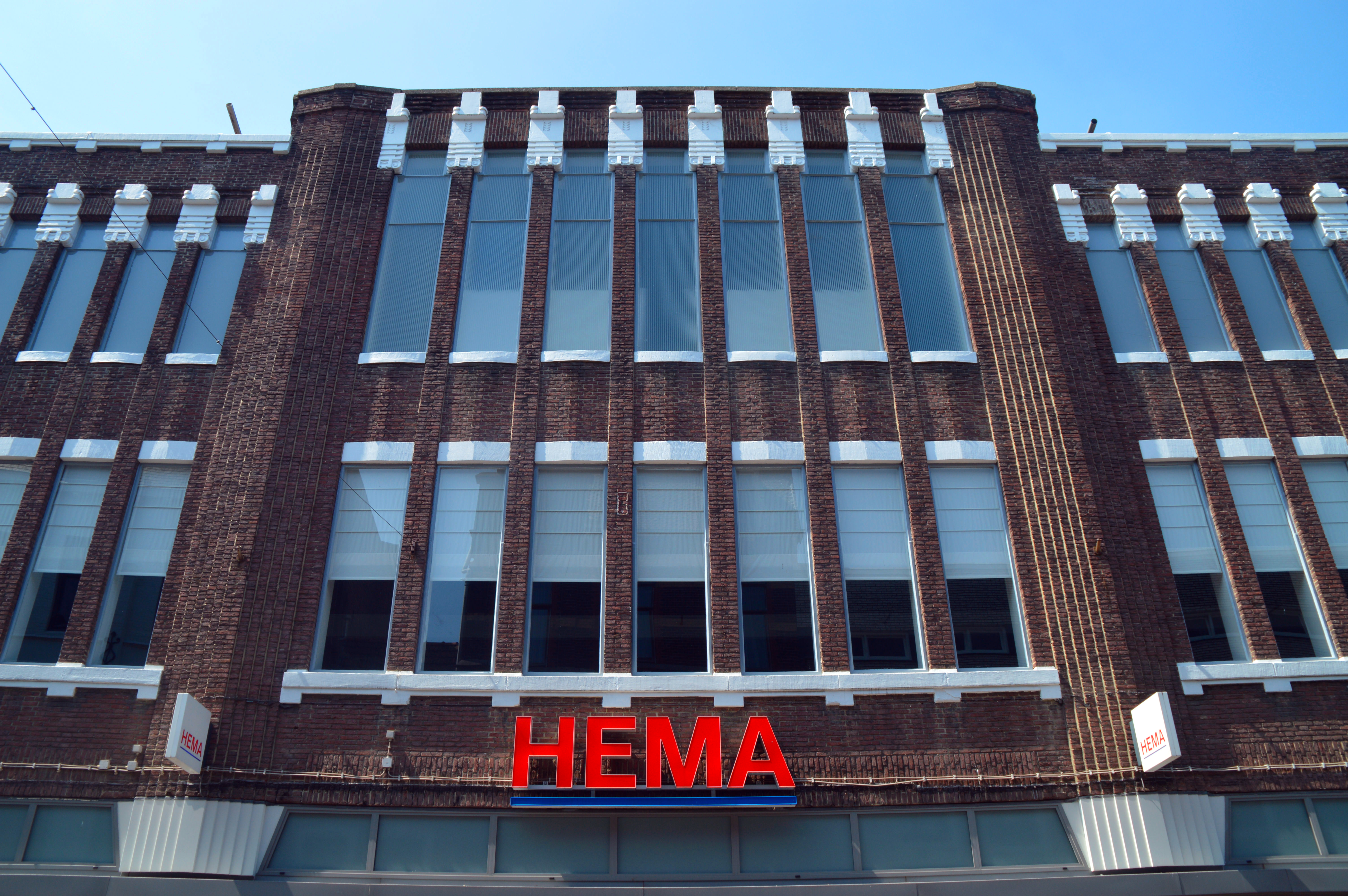
Vroom & Dreesman gebouw Venlo 1930
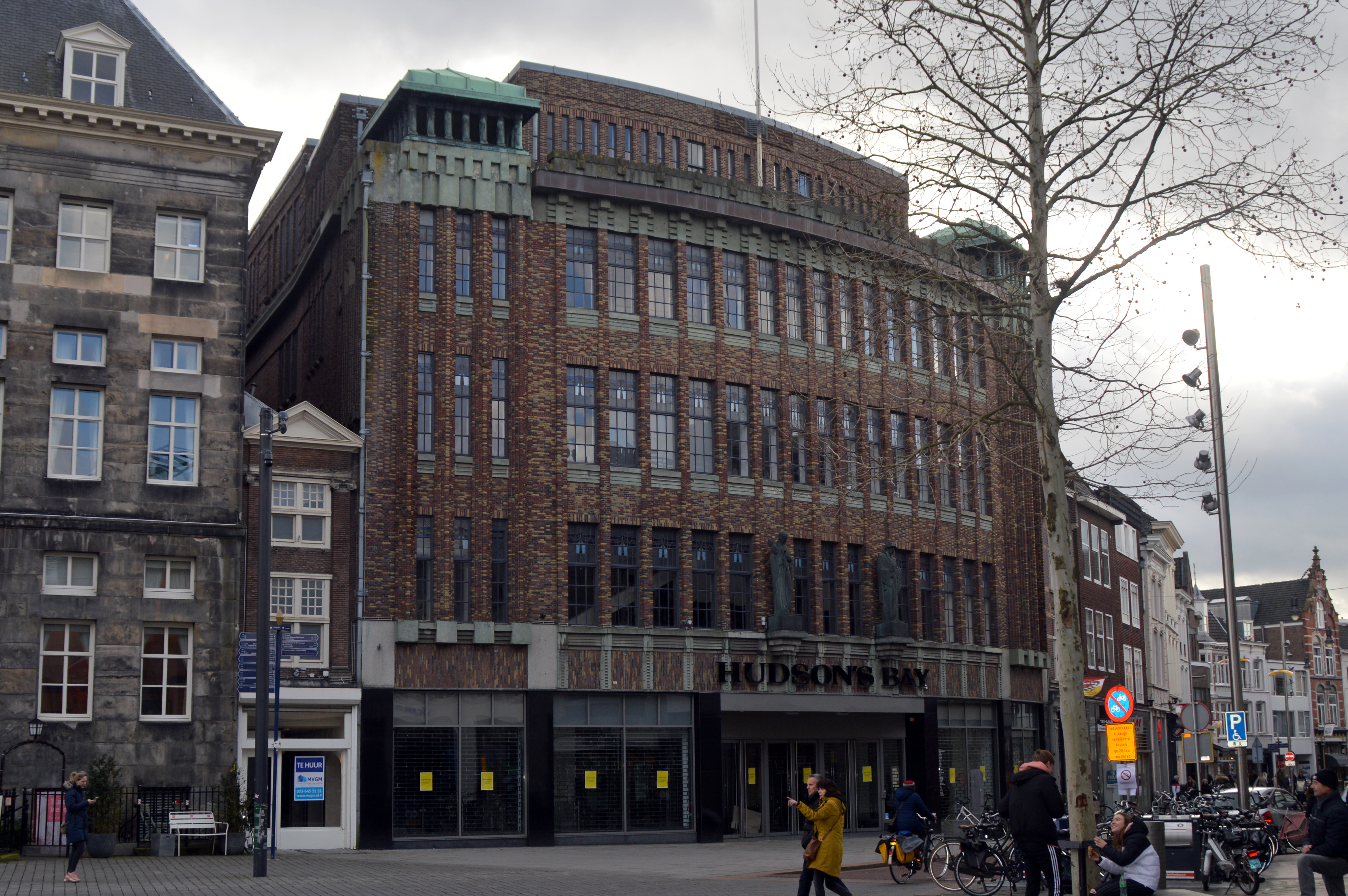
Vroom & Dreesmann Den Bosch 1931
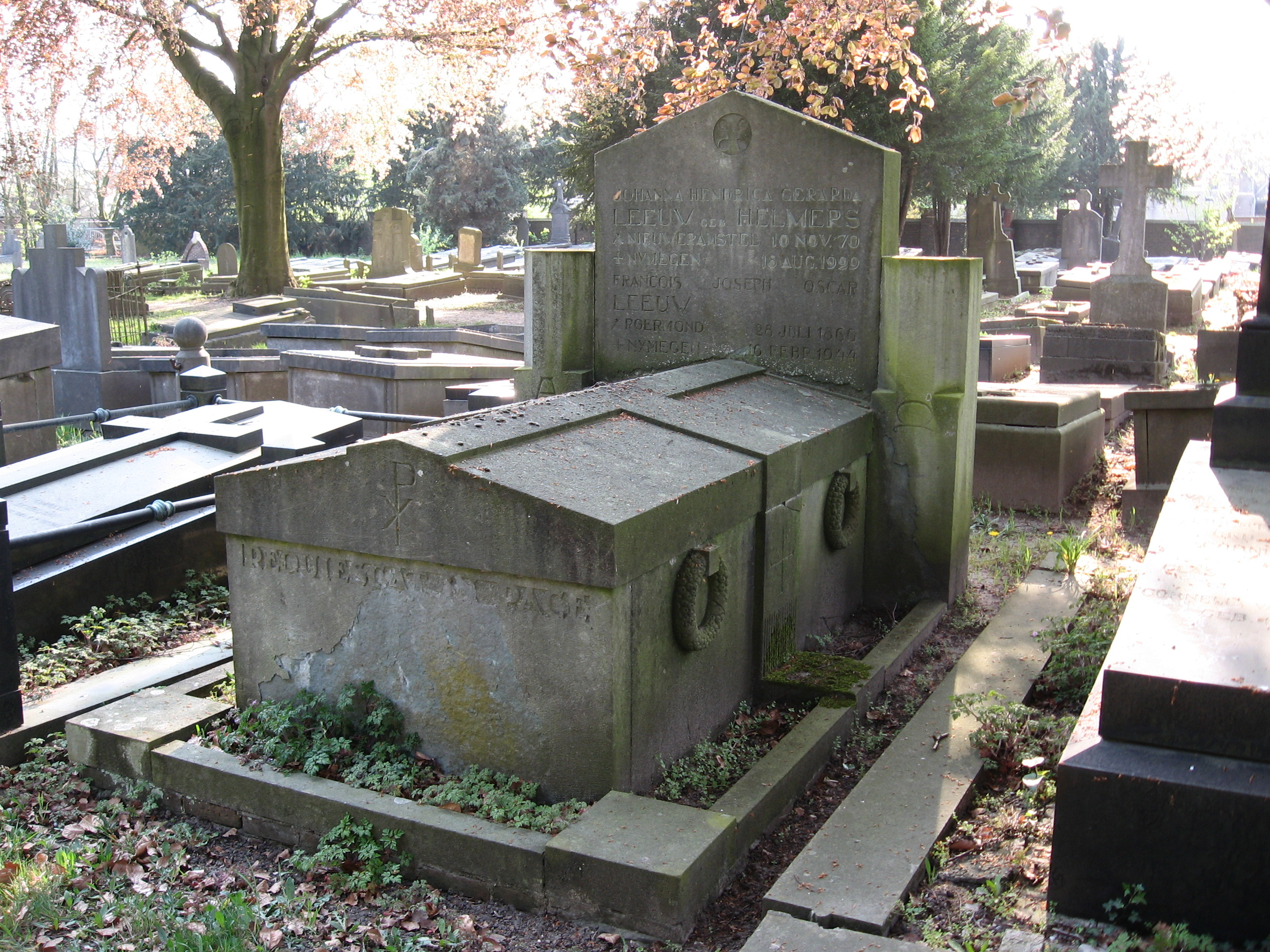
Graf van Oscar Leeuw te Nijmegen

- Biografisch Portaal: 29174444
- Gemeinsame Normdatei: 124049966
- International Standard Name Identifier: 0000 0000 4804 4919
- Library of Congress Control Number: nr99030334
- Nederlandse Thesaurus van Auteursnamen: 160970741
- RKD-Nederlands Instituut voor Kunstgeschiedenis: 102747
- Virtual International Authority File: 10769640
- WorldCat: E39PBJkHpJDRD6fHY7XMhxBtrq